# Aspsplintbock
Aspsplintbock (Leiopus punctulatus) är en skalbaggsart som först beskrevs av Gustaf von Paykull 1800.  Aspsplintbock ingår i släktet Leiopus och familjen långhorningar.
Artens utbredningsområde är:
- Frankrike.
- Ukraina.

Enligt den finländska rödlistan är arten nationellt utdöd i Finland. Enligt den svenska rödlistan är arten sårbar i Sverige. Arten förekommer i Svealand. Artens livsmiljö är naturlundskogar. Inga underarter finns listade.